# Spilosoma bipuncta
Spilosoma bipuncta är en fjärilsart som beskrevs av Alfred Ernest Wileman. Spilosoma bipuncta ingår i släktet Spilosoma och familjen björnspinnare. Inga underarter finns listade i Catalogue of Life.